# Собор Казанской иконы Божией Матери (Самара)
Собор Казанской иконы Божией Матери — уничтоженный православный храм в городе Самаре. Был освящён в 1744 году, включив в себя старинный храм, построенный ещё при основании города. С 1787 по 1851 год был главным городским собором, но после создания Самарской епархии лишился этого статуса, хотя и продолжал оставаться почитаемой городской церковью, в 1894 году торжественно отметившей свой 150-летний юбилей. После установления советской власти храм был закрыт, использовался под мастерские, в 1950-х годах уничтожен.

## Никольская церковь
Предшественницей Казанского собора была старинная церковь в честь святителя Николая Чудотворца, которая была построена практически одновременно со строительством самарской крепости. Точно не известно, был ли храм изначально самостоятельным или, как гласят некоторые предания, некоторое время был придельным для первого собора Самары — деревянной церкви Святой Троицы.
Тёплый Никольский храм был кубовидным, одноглавым, с полуциркульной апсидой на востоке; стиль сооружения напоминал храмы древнего Новгорода. На его колокольне находился особый вестовой колокол весом 14 пудов — подарок царя Михаила Фёдоровича за храбрость и преданность самарцев престолу, за то, что они храбро отражали все нападения кочевников. В 1739 году храму был пожалован ещё один колокол, весом 18 пудов 17 фунтов, отлитый «по усердию тайного советника Татищева».
Храм пользовался почётом среди самарцев, на его погосте хоронили именитых горожан, в том числе начальников Оренбургской экспедиции Ивана Кирилова (ум. 1737) и князя Василия Урусова (ум. 1741).

## Казанско-Богородицкий храм

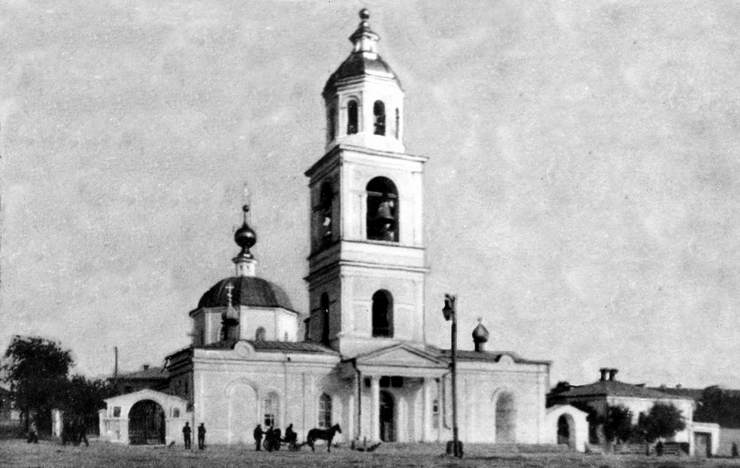
Самара. Хлебная площадь. Казанский собор («Старый собор»)

К XVIII веку здание Никольской церкви обветшало, но не было разобрано. Вместо этого в 1744 году возле южного фасада храма была построена новая церковь во имя Казанской иконы Божией Матери, а Никольский храм стал её левым, северным приделом. В сложившемся архитектурном ансамбле доминировала Казанско-Богородицкая церковь, она и дала общее название храму. Кем был освящён храм — неизвестно, сохранились сведения лишь о том, что управлявший в ту пору епархией архиепископ Казанский Лука (Конашевич) лично храм не освящал.
25 декабря 1773 года, после захвата Самары отрядом сподвижника Емельяна Пугачёва И. Ф. Арапова, в соборе был отслужен торжественный молебен в честь Петра III. После восстановления государственной власти в городе это стоило священно- и церковнослужителям сана, все они были разосланы для покаяния по монастырям.
С 1787 по 1851 год храм был главным городским собором. В этом статусе он в 1824 году принимал императора Александра I, который отстоял в соборе литию. 1 января 1851 года в соборе состоялись торжественная литургия и благодарственный молебен по случаю создания Самарской губернии. Богослужение проводил епископ Симбирский и Сызранский Феодотий, благословивший город иконой святителя Алексия, митрополита Московского, полагающегося небесным покровителем Самары, и вручивший образ первому губернатору. В это время у храма насчитывалось 2374 прихожанина, из которых 105 человек были старообрядцами.
Однако первый самарский епископ Евсевий по прибытии в Самару счёл, что Вознесенский храм благодаря своей большей вместительности и расположению в центре города лучше соответствует статусу кафедрального собора. 31 марта 1851 года, в день открытия Самарской епархии, духовенством старого и нового соборов был совершён совместный крестный ход из Казанского храма в Вознесенский. С этого времени Казанско-Богородицкая церковь часто именовалась «старым собором». С утратой статуса и увеличением числа городских церквей число прихожан сократилось, в 1877 году их было лишь 1141 человек, среди которых 49 старообрядцев.
Сократилось и число членов соборного причта: если в 1851 году штат состоял из протоиерея, двух священников, двух дьяконов и четырёх причетников, то спустя четверть века в штате осталось два священника (один из которых протоиерей), дьякон и три причетника. На протяжении всей своей истории и храм, и причт существовали лишь на пожертвования прихожан.
В 1894 году Казанско-Богородицкий храм отмечал своё 150-летие. К этому событию убранство храма было несколько обновлено. Однако торжественное празднование, назначенное на 22 октября 1894 года — день иконы Казанской Божией Матери, пришлось перенести из-за смерти императора Александра III. Юбилей отметили лишь в декабре, по этому случаю была выпущена памятная брошюра с описанием истории собора.
Казанско-Богородицкий собор содержал богадельню и Фёдоровскую церковно-приходскую школу, получившую своё название в честь протоиерея Фёдора Васильевича Ястребцова, более 40 лет служившего священником в соборе и многое сделавшего для открытия школы. Также к храму относилась часовня за рекой Самарой. Кроме этого, по малочисленности прихода к Казанскому собору относилась старейшая в городе каменная Преображенская церковь, около 1772 года она стала самостоятельной приходской, но в 1834—1843 годах вновь была приписной к Казанскому собору.
При советской власти храм был закрыт в 1920-е годы. Здание использовалось под столярную мастерскую завода «Автотрактордеталь» (ныне завод клапанов). Примерно в 1952 году здание храма было разрушено, на его территории находятся производственные здания завода клапанов.

## Архитектура и убранство храма
Храм во имя Казанской иконы Божией матери был построен в характерном для той эпохи стиле — восьмерик на четверике — и обнесён деревянной оградой. В дальнейшем храм претерпевал различные изменения и перестройки, хотя и с сохранением наружного вида. Сначала храм соединили деревянным коридором с отдельно стоящей колокольней, в 1835 году была значительно расширена трапеза, а придел во имя святителя Николая был удлинён к западу, в результате колокольня вошла в состав церковного здания. В 1856 году (по другим данным в 1859—1860) колокольня была разобрана до половины, затем перестроена заново с одним дополнительным ярусом, став значительно изящнее и достигнув высоты в 18 саженей. Также она получила новую восьмериковую звонницу.
В 1864—1867 годах был построен правый придел храма, освящённый 29 января 1867 года в честь Сретения Господня. Спонсором строительства выступил ктитор храма, купец I гильдии, почётный гражданин И. М. Плешанов. При строительстве фундамента было обнаружено множество человеческих костей с бывшего некогда при церкви кладбища — одного из первых кладбищ Самары. Деревянная ограда была заменена каменной. В конце 1860-х западный фасад здания был переделан в стиле классицизма.
К стапятидесятилетнему юбилею в храме был устроен новый иконостас. Более 40 лет бывший ктитором собора самарский купец и благотворитель И. М. Плешанов пожертвовал на престол, купленное в Москве ценное серебряное с позолотой чеканное одеяние, выполненное ювелирной фирмой Овчинникова. В той же фирме купец А. А. Субботин приобрёл и пожертвовал храму изготовленные из позолоченного серебра потир и семисвечник с семью лампадами.

## Основные святыни

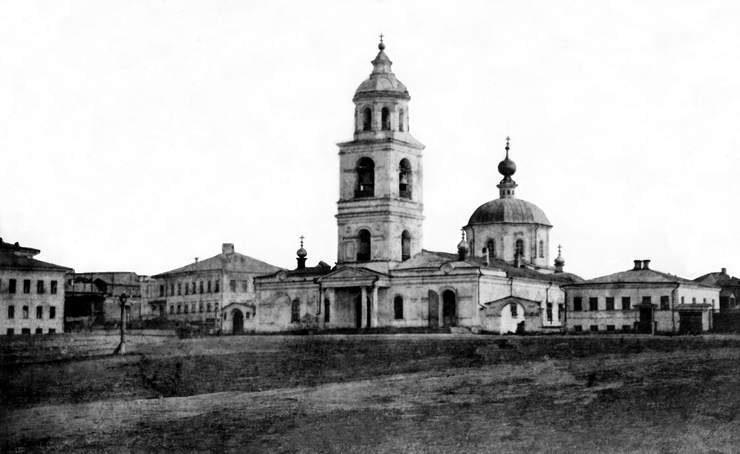
Казанский собор

Кроме двух описанных выше колоколов, в храме имелись и другие достопримечательности:
- Евангелие, напечатанное в Москве в 1657 году;
- напрестольный серебряный с позолотой крест, которым епископ Феодотий благословил жителей Самары, когда приехал в город после пожара, уничтожившего его большую часть, 13 июня 1850 года;
- старинный большой деревянный крест, покрытый медной с серебрением ризой, с изображением распятого Иисуса Христа. По преданию, был принесён из Персии.

## Крестные ходы
Помимо общепринятых крестных ходов причт Казанского собора также совершал два особых. Первый совершался 24 июня, был установлен в 1750-х годах в память прекращения эпидемии «чёрной болезни», проходил по границам Самары, какими они были в то время. Ход начинался от Казанского собора, в сторону реки Самары, дойдя до которой процессия направлялась вверх по течению, до первого спуска к реке. Выйдя этим спуском на равнину, крестный ход двигался до Заводской улицы и через Алексеевскую площадь спускался к Волге, следуя вниз по ней, огибая Преображенскую церковь и затем возвращаясь в собор. Второй крестный ход, совершавшийся 14 сентября, был установлен в 1832 году в память прекращения эпидемии холеры. Он также обходил город кругом, по его маршруту прослеживаются границы Самары в начале 1830-х годов. Выйдя из храма, крестный ход шёл по берегу Самары до последнего спуска к ней, находившегося напротив старого кладбища, на котором совершалась заупокойная лития. Затем шествие направлялось к местности, где сейчас расположен Иверский монастырь, спускалось к Волге и, следуя по её берегу, возвращалось в собор так же, как и первый крестный ход. Оба крестных хода совершались без письменного синодального разрешения, а потому проходили неодинаково в разные годы. С переходом статуса городского собора к Вознесенскому храму крестные ходы также стали выходить из нового собора.

## Одноимённые самарские храмы
С 1848 года в Самаре действовал ещё один храм в честь иконы Казанской Божией Матери, принадлежавший старообрядцам австрийского толка.
С 1993 года в Самаре в посёлке Мехзавод появился приход в честь Казанской иконы Божией Матери, построенный храм был освящён 4 апреля 1999 года архиепископом Самарским и Сызранским Сергием.